# Shorea gibbosa
Shorea gibbosa är en tvåhjärtbladig växtart som beskrevs av Dietrich Brandis. Shorea gibbosa ingår i släktet Shorea och familjen Dipterocarpaceae. Inga underarter finns listade i Catalogue of Life.